# 白酒醋
白酒醋（英語：White wine vinegar）是一種從白葡萄酒製成的醋，是中南歐、塞浦路斯及以色列常用的醋。白酒醋是火腿蛋鬆餅使用的荷蘭醬的主要材料。相比於白醋或苹果醋，白酒醋的酸度較低。
白酒醋一般以白葡萄酒放置於木桶內數個月至兩年發酵，所以除了有醋的酸味以外，還保留有木桶的木香和園林的氣息。比較昂貴的白酒醋會採用特定品種的白酒，例如：香檳、些利等。